# Vorhang (Roman)
Vorhang: Hercule Poirots letzter Fall (Originaltitel Curtain: Poirot’s Last Case) ist der 65. Kriminalroman von Agatha Christie. Er wurde im September 1975 im Vereinigten Königreich im Collins Crime Club und später im selben Jahr in den USA bei Dodd, Mead and Company veröffentlicht. Der Scherz Verlag (Bern, München) veröffentlichte 1976 die deutschsprachige Erstausgabe mit der bis heute verwendeten Übersetzung von Ute Seesslen.
Es ermittelt Hercule Poirot in seinem 33. und letzten Roman. Seine Ermittlungen werden erstmals seit Der ballspielende Hund von Arthur Hastings begleitet.
Der Roman spielt auf Styles – dem Schauplatz des ersten Romans der Autorin: Das fehlende Glied in der Kette.
Christie hatte das Manuskript des Buches über 30 Jahre im Tresor einer Bank liegen lassen – für schlechte Zeiten. Erst als sich 1974 abzeichnete, dass sie, als nun 84-Jährige, keinen weiteren Roman schreiben konnte, autorisierte sie die Veröffentlichung. Der Roman ist das letzte Buch, das zu ihren Lebzeiten veröffentlicht wurde.

## Einführung
Nach einem Jahr allein treffen sich Poirot, nun von Arthrose geplagt, und Captain Hastings, der inzwischen verwitwet ist, auf Styles wieder, dem Haus, in dem sie ihren ersten gemeinsamen Fall lösten. Doch als der große Detektiv behauptet, einer der scheinbar harmlosen Gäste wäre ein rücksichtsloser Serienmörder, zweifelt Hastings an seinem Verstand und der Leistung seiner berühmten grauen Zellen. Doch Poirot ist sich sicher, dass nur er einen weiteren Mord verhindern kann, selbst wenn er dabei sein eigenes Leben aufs Spiel setzen muss.

## Handlung
Poirot erzählt Hastings von fünf vorangegangenen Morden. Es kam zwar nicht in allen Fällen zu einer Verurteilung, es gab aber jeweils einen klaren Verdächtigen. Poirot behauptet nun, es gibt eine Person, von ihm einfach als X bezeichnet, die im Umfeld aller fünf Fälle auftaucht und die der wahre Mörder sei. Hastings erkennt an, dass es sehr unwahrscheinlich sei, wenn X nur zufällig in alle fünf Fälle verwickelt wäre. Poirot, nun auf einen Rollstuhl angewiesen und von seinem neuen Diener Curtiss unterstützt, bittet Hastings um seine Unterstützung, will aber nicht verraten, wer X ist. Er soll sich jedoch in Styles aufhalten, das von den neuen Eigentümern Colonel und Mrs Luttrell in ein Hotel umgebaut worden ist.
Hastings macht in den nächsten Tagen einige Entdeckungen. So lernt er Elizabeth Cole kennen, die auch im Hotel wohnt. Sie erzählt ihm, dass sie die Schwester von Margaret Litchfield ist, die den Mord an ihrem Vater in einem der fünf Fälle gestanden hat. Margaret starb im Broadmoor Hospital und Elizabeth fühlt sich durch diesen Vorfall stigmatisiert. Ein anderes Mal hört er gemeinsam mit noch einigen anderen Personen eine Auseinandersetzung zwischen Colonel Luttrell und seiner Frau. Wenig später verletzt er sie mit einem Gewehr, als er sie offenbar mit einem Kaninchen verwechselt. Hastings vermutet, dass das genau diese Art von Vorfällen ist, mit der X assoziiert wird, doch Mrs. Luttrell erholt sich schnell.
Hastings ist besorgt um seine Tochter Judith, die zusammen mit ihrem Arbeitgeber Dr. Franklin und dessen Frau auch auf Styles zu Gast ist und sich scheinbar zu dem unseriösen Major Allerton hingezogen fühlt. Während Hastings und Elizabeth gemeinsam mit einem weiteren Gast, Stephen Norton, einem Vogelbeobachter, einen Spaziergang machen, schaut Norton durch sein Fernglas und sieht etwas, was ihn fürchterlich aufregt. Hastings schließt daraus, dass es um Allerton und seine Tochter Judith geht. Nachdem seine unbeholfenen Versuche, Judith umzustimmen, gescheitert sind, beschließt er, Allerton zu ermorden. Während er auf einen günstigen Zeitpunkt wartet, ihn zu vergiften, schläft er ein. Am nächsten Tag ist er erleichtert, den Plan nicht umgesetzt zu haben.
Barbara Franklin, die Frau von Dr. Franklin und Jugendfreundin von Sir William Boyd Carrington, stirbt am folgenden Abend. Sie wurde mit Physostigmin vergiftet, das aus der Kalabarbohne gewonnen wird. Und gerade diese Pflanze wird von ihrem Mann erforscht. Nachdem Poirot in der gerichtlichen Untersuchung ausgesagt hat, dass Mrs. Franklin sehr deprimiert war und er sie gesehen hat, wie sie mit einer kleinen Flasche aus dem Labor kam, wird auf Selbstmord entschieden. Aber Hastings hat seine Zweifel und Poirot bestätigt ihn in seinen Vermutungen.
Norton, immer noch erregt über das, was er gesehen hatte, aber nicht schildert, bittet Hastings, ein Treffen mit Poirot zu arrangieren. Poirot stimmt zu, bittet Norton aber, mit niemandem über das, was er gesehen hat, zu sprechen. In der Nacht wird Hastings durch ein Geräusch wach und sieht, wie Norton im Schlafanzug und mit unordentlich herunterhängenden grauen Haaren in sein Schlafzimmer geht. Am nächsten Morgen findet man Norton tot in seinem verschlossenen Zimmer mit einem Loch exakt in der Mitte seiner Stirn, dem Zimmerschlüssel in seiner Schlafanzugtasche und in der Nähe einer Pistole, die von einem Zimmermädchen als die seinige erkannt wird. Offensichtlich hat X erneut zugeschlagen.
In der darauffolgenden Nacht stirbt der schwer herzkranke Poirot eines natürlichen Todes – nicht ohne Hastings einige Hinweise zu hinterlassen. So findet sich eine Notiz, dass Hastings mit Georges (dem langjährigen Diener Poirots) sprechen soll, und zwei Bücher – zum einen Othello von William Shakespeare und zum anderen das dem heutigen Leser nicht mehr geläufige Theaterstück John Ferguson aus dem Jahr 1915 von St. John Ervine, einem irischen Dichter.
In den Wochen, die auf Poirots Tod folgen, entdeckt Hastings, dass Judith die ganze Zeit Dr. Franklin liebte und ihn nun heiratet. Beide gehen als Forscher nach Afrika. Hastings befürchtet, dass Judith Mrs. Franklins Mörderin ist. Als er sich mit Georges trifft, erfährt er, dass Poirot eine Perücke getragen hatte und dass die Gründe für die Anstellung des neuen Dieners Curtiss recht vage waren. Daraufhin verdächtigt Hastings Curtiss als Täter.
Die Auflösung erfolgt erst nach vier Monaten, durch den Abschiedsbrief Poirots, den er bei einer Anwaltskanzlei hinterlegt hat. Darin gesteht Poirot neben dem Tragen der Perücke auch, dass sein Bart ebenfalls falsch war. Und er beweist, dass Norton Mr. X ist. Wie Jago aus Othello und wie auch ein Charakter aus Ervines Theaterstück hatte er eine Technik vervollkommnet, die es ihm erlaubte, andere Menschen so zu beeinflussen, Dinge zu tun, die sie unter normalen Umständen nie getan hätten. So konnte der Leser miterleben, wie er Colonel Luttrell beeinflusste, auf seine Frau zu schießen, oder wie er Hastings dazu brachte, Allerton beinahe umzubringen. Es war auch einer von Nortons Kunstgriffen, der den Eindruck entstehen ließ, dass Judith Allerton liebe. Poirot wusste von alledem, konnte es jedoch nicht beweisen und so versuchte er, das Schlimmste zu verhindern. Unter anderem, indem er Hastings ein Schlafmittel in die Schokolade tat, der so den geplanten Mord an Allerton verschlief.
Enttäuscht von den zwei vergebenen Chancen, macht sich Norton dann an Mrs. Franklin – die alsbald versucht, ihren Mann umzubringen, um zu ihrer reichen und attraktiven Jugendliebe Boyd Carrington zurückkehren zu können. Dieser Mord wurde unbewusst von Hastings verhindert, der auf der Suche nach einem Buch (wieder Shakespeares Othello) den Regal-Tisch drehte und damit die Kaffeetassen von Mrs. und Mr. Franklin vertauschte. So wurde der vergiftete Kaffee von Mrs. Franklin selbst getrunken.
Da Poirot weiterhin keine Beweise hatte, entschied er sich, Norton zu töten, um zu verhindern, dass dieser noch weiteres Unheil anrichten konnte. Auf dem gemeinsamen Treffen konfrontierte er Norton mit der Wahrheit und drohte ihm zugleich die Verurteilung an. Beide tranken Schokolade, doch Norton bestand darauf, die Tassen zu tauschen. In beiden Tassen befand sich aber das gleiche Schlafmittel, mit dem auch schon Hastings außer Gefecht gesetzt wurde. Da Poirot die Einnahme des Mittels gewohnt war, wirkte es bei ihm nur abgeschwächt.
Poirot, der seine Gehbehinderung nur vorgetäuscht und dazu extra einen neuen Diener angestellt hatte, fuhr den schlafenden Norton in seinem Rollstuhl in dessen Zimmer zurück. Dort nahm Poirot seinen Bart und seine Perücke ab, zerzauste sein graues Haar und zog sich Nortons Schlafanzug an. Dann inszenierte er den oben beschriebenen Auftritt, bei dem er von Hastings beobachtet wurde. Dadurch, dass Norton noch lebend gesehen wurde, nachdem er Poirots Zimmer verlassen hatte, geriet Poirot nicht in Verdacht. Dann verschloss er das Zimmer mit einem Zweitschlüssel.
Poirots letzte Handlung war, seinen Abschiedsbrief zu schreiben und seinen Tod zu erwarten. In dem Brief bittet er Hastings zuletzt, Elizabeth Cole über die Machenschaften Nortons und die Umstände des Todes ihres Vaters aufzuklären.

## Personen
- Hercule Poirot, der belgische Detektiv
- Captain Arthur Hastings, Poirots Freund und Judiths Vater
- Curtiss, Poirots Diener
- Dr. John Franklin, ein forschender Arzt
- Barbara Franklin, seine gesundheitlich angeschlagene Frau
- Judith Hastings, Franklins Laborassistentin und Captain Hastings Tochter
- Schwester Craven, die Krankenschwester von Barbara Franklin
- Sir William Boyd Carrington, der frühere Gouverneur einer Provinz in Indien
- Major Allerton, ein Frauenheld
- Stephen Norton, ein Vogelbeobachter
- Colonel Toby Luttrell, Eigentümer von Styles Court
- Mrs. Luttrell, seine Frau
- Elizabeth Cole
- Georges, Poirots ehemaliger Diener

## Bezüge zu anderen Werken
Da der Roman schon in den 1940er Jahren entstanden ist, fehlen naturgemäß die Bezüge zum Spätwerk der Autorin.
Auch ergeben sich durch die verzögerte Veröffentlichung einige Anachronismen. So spricht man im Roman davon, dass der Täter hängen wird. Dabei wurde die Todesstrafe im Vereinigten Königreich 1965 abgeschafft.
Außerdem ergeben sich einige Fragen über das Alter von Hastings. Er kam in Das fehlende Glied in der Kette als Verwundeter aus dem Ersten Weltkrieg und war ungefähr dreißig Jahre alt. Denn er schreibt über John Cavendish im ersten Kapitel „Er war auch etwa fünfzehn Jahre älter als ich, allerdings sah er gar nicht aus wie fünfundvierzig.“ Und da wir wissen, dass Poirot den Roman Elefanten vergessen nicht aus dem Jahr 1972 überlebte, muss Hastings gut 90 Jahre alt sein. Das Alter von Poirot nach dieser Methode auszurechnen erübrigt sich, denn er war ja 1916 schon ein pensionierter Polizeioffizier.

### Bezüge in anderen Werken
In Die Morde des Herrn ABC sagt Inspektor Japp zu Poirot: »Mich würde es gar nicht wundern, wenn Sie einmal sogar Ihren eigenen Tod kriminalistisch untersuchten«. Der Plan für Hercule Poirots Tod war also schon 1935 im Kopf der Autorin.
Am 6. August 1975 veröffentlichte die The New York Times eine Todesanzeige für Poirot auf ihrer Titelseite. Es war das erste und bisher einzige Mal, dass eine solche Anzeige für eine fiktive Persönlichkeit geschaltet wurde.

## Wichtige englischsprachige und deutschsprachige Veröffentlichungen
- 1975 Collins Crime Club (London), September 1975, ISBN 0-00-231619-6
- 1975 Dodd Mead and Company (New York), ISBN 0-39-607191-0
- 1976 deutschsprachige Erstausgabe Scherz Verlag in der Übersetzung von Ute Seesslen[4]

## Verfilmungen
Dieser Roman wurde 2013 für die englische Fernsehserie Agatha Christie’s Poirot verfilmt. Die Folge wurde am 13. November 2013 gesendet.

## Hörbücher
Der Roman ist einer der wenigen der Autorin, die nicht in ein deutsches Hörbuch umgesetzt wurden.